# Synagoga v Kostelci nad Labem
Synagoga v Kostelci nad Labem byla židovská modlitebna ve městě Kostelci nad Labem v okrese Mělník v místech pozdější Neratovické ulice.

## Historie

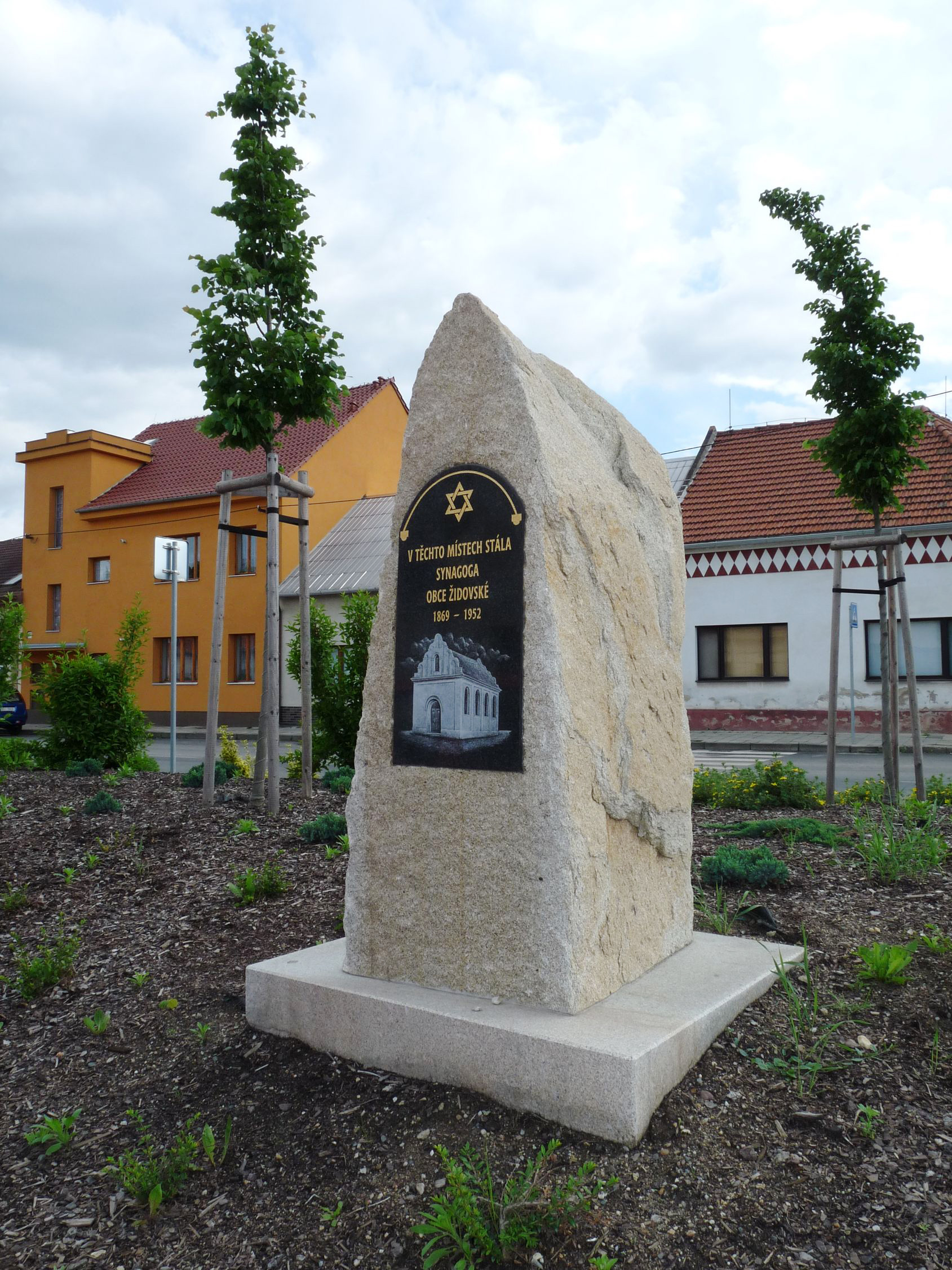
Památník synagogy v Kostelci nad Labem

V obci byly dvě synagogy. První stála v 17. století v místě mezi jižní bránou města a náměstím v blízkosti katolického kostela. zanikla pravděpodobně v druhé polovině 17. století. Novodobá židovská obec, která byla ustanovena v roce 1864, koupila starou sýpku v roce 1866 a přestavěla ji na synagogu. Dokončena byla roku 1869, dalšími stavebními úpravami prošla v roce 1889, kdy byly např. upraveny stupňovité štíty.
Následkem tragických událostí druhé světové války a tzv. holokaustu pak došlo k razantnímu zmenšení zdejší židovské obce a budova přestala být využívána k náboženským účelům. Zbořena byla v roce 1952.
Budovu na parcele, kde stála, připomíná v Neratovické ulici pamětní kámen s deskou zobrazující její někdejší podobu.